# Villalpape
Villalpape (llamada oficialmente San Bartolomeu de Vilalpape) es una parroquia y una aldea española del municipio de Bóveda, en la provincia de Lugo, Galicia.

## Geografía
Limita con las parroquias de Martín y Ver al norte, Ribas Pequeñas al este, Chao de Fabeiro por el oeste y Valverde por el sur.

## Historia
En 1221, el reguengo de Vilalpape fue cedido, por Alfonso IX, al monasterio de Castro de Rey de Lemos. En 1522 los habitantes de Vilalpape presentan vasallaje al abad de Montederramo.

## Organización territorial
La parroquia está formada por cinco entidades de población:

### Entidades de población
Entidades de población que forman parte de la parroquia:
- Aguela (Agüela)
- Marzán
- Val de Miotos
- Vilalpape

### Despoblado
Despoblado que forma parte de la parroquia:
- As Folguedas

## Demografía

### Parroquia
| Gráfica de evolución demográfica de Villalpape (parroquia) entre 2000 y 2019 |
|                                                                              |
| Datos según el nomenclátor publicado por el INE.                             |

### Aldea
| Gráfica de evolución demográfica de Vilalpape (aldea) entre 2000 y 2019 |
|                                                                         |
| Datos según el nomenclátor publicado por el INE.                        |

## Lugares de interés
- La iglesia parroquial del siglo XVII. Tiene planta rectangular, con muros de mampostería de pizarra y cubierta a dos aguas hecha en madera y pizarra. En su alzado norte se levantó la sacristía.
- Hay cruceros en Vilalpape y Marzán.

## Fiestas
Las fiestas se celebran el 24 de agosto en honor a San Bartolomé.